# Prodidomus rollasoni
Prodidomus rollasoni är en spindelart som beskrevs av Cooke 1964. Prodidomus rollasoni ingår i släktet Prodidomus och familjen Prodidomidae.
Artens utbredningsområde är Libya. Inga underarter finns listade i Catalogue of Life.